# Faserformteil
Ein Faserformteil ist ein technisches, aus Faserstoff geformtes Bauelement. Typische Anwendungsgebiete sind Eierkartons sowie Stützeinlagen in Schuhen.

## Herstellung
Zur Herstellung des Materials sind vier bis fünf Schritte notwendig.

### Faserstoffaufbereitung
Papier- und Kartonabfall wird in einem Pulper aufgelöst und danach in eine Dickstoffbütte gepumpt. Anschließend wird der Dickstoff über ein Regelsystem auf ca. 6 % verdünnt und in die Arbeitsbütte weitergeleitet. 

### Schöpfrahmen
Die vertikal arbeitenden Schöpfrahmen tauchen mit den Werkzeugen in die Arbeitsbütte mit dem Stoffgemisch ein. 
Das Werkzeug saugt mittels Vakuum das Stoffgemisch über die Siebe ab. Fasern werden durch die Siebe zurückgehalten und bauen somit den Formteil auf. Nach dem Auftauchen wird mittels Gegenform und Vakuum die Formteile vom Sieb abgenommen und auf der Trockenstrecke abgelegt. 

### Trocknungsstrecke
Die Trocknungsstrecke besteht aus einem gitterartigen Transportband, welche Luftdurchlässigkeit ermöglicht. Trockenhauben blasen durch Flüssiggas erhitzte Luft auf die Formteile. Entsprechend dem Endtrockengehalt wird die Trocknungstemperatur eingestellt. Die Endfeuchte der Formteile beträgt ca. 5 %. Am Ende der Trocknungsstrecke werden die Formteile abgenommen und entsprechend auf Paletten abgelegt. 

### Formpresse und Stanze
Je nach gewünschten Eigenschaften können die Formteile nachgepresst werden. In einer Presse werden unter Hitzeeinwirkung die Formteile in ihrer Passgenauigkeit stabilisiert und fixiert. Zusätzliche gewünschte Prägungen und Perforierungen werden eingearbeitet.

### Veredelung
Spezielle Farbgebung und Oberflächenbeschaffenheit durch Beflockung sind ebenso wie das Erreichen einer samtigen Oberfläche durch Viskose- oder Polyamidfaser-Beflockung möglich.

## Verwendung
Größtenteils werden Faserformteile in der Lebensmittelindustrie verwendet um leicht zerbrechliche Lebensmittel zu schützen.
Faserformteile werden auch als Schalldämmung verwendet oder in Böden zur Trittdämmung mit eingearbeitet. Auch in der Medizin werden Faserformteile verwendet. Man findet sie dort als Auffangbehälter, Trägerschalen und auch als Harn- und Nierenschalen. Sie werden auch in der Industrie verwendet als Druckpolster, formpassgenaue Schutzverpackungen, Schuhspanner und Batterien-Zwischenlagen. Im Aussehen ähneln Faserformteile Eierkartons. Faserformteile können jedoch mit Textilien veredelt werden, wobei die Erscheinung danach an Samtbezug erinnert.

## Vorteile von Faserformteilen
Faserformteile sind wie anderer Papiermüll recycelbar. Neben guten Belastungseigenschaften haben sie auch niedrige Lager und Transportkosten, da man sie einfach Stapeln kann. Da Faserformteile aus recycelten Materialien bestehen, sind die Herstellungskosten geringer als bei Konkurrenzprodukten wie etwa Styropor. Besonders zeichnen sich Faserformteile durch folgende Merkmale aus:
1. Die Festigkeiten eines Faserformteils lassen sich konstruktiv sowie durch die Faserauswahl einstellen.
2. Faserformteile werden volumenreduziert ineinander genestet ausgeliefert.
3. Sämtliche aus der Papierindustrie bekannten Additive können in einem Faserformteil eingebracht werden.